# Diolcogaster minuta
Diolcogaster minuta är en stekelart som först beskrevs av Henry J. Reinhard 1880.  Diolcogaster minuta ingår i släktet Diolcogaster och familjen bracksteklar. Inga underarter finns listade i Catalogue of Life.